# Maurício (football, 2001)
Maurício Magalhães Prado dit Maurício, né le 22 juin 2001 à São Paulo au Brésil, est un footballeur brésilien qui joue au poste de milieu offensif au SE Palmeiras.

## Biographie

### En club
Né à São Paulo au Brésil, Maurício est formé par le Desportivo Brasil (en). Il rejoint ensuite le Cruzeiro EC sous la forme d'un prêt, club avec lequel il commence sa carrière professionnelle. Le 1er décembre 2019, il s'engage définitivement avec le Cruzeiro EC, signant un contrat courant jusqu'en décembre 2023.
Le 5 novembre 2020, Maurício rejoint officiellement le SC Internacional. Il signe un contrat de cinq ans,.
Il joue son premier match sous ses nouvelles couleurs le 14 novembre 2020, lors d'une rencontre de championnat face au Santos FC. Il est titularisé et son équipe s'incline par deux buts à zéro.
Le 31 juillet 2022, Maurício se fait remarquer en réalisant son premier doublé, lors d'une rencontre de championnat face à l'Atlético Mineiro. Titulaire, il contribue à la victoire de son équipe par trois buts à zéro.
Maurício joue son 150e pour le SC Internacional le 22 octobre 2023, lors d'une rencontre de championnat face au Santos FC. Titulaire ce jour-là, il se fait remarquer en délivrant deux passes décisives, participant à la victoire des siens par sept buts à un,.

### En sélection
Maurício représente l'équipe du Brésil des moins de 20 ans. Avec cette sélection il joue un total de trois matchs, tous en 2020, et marque un but.